# Aleksej Ermolaev
Aleksej Nikolaevič Ermolaev (in cirillico: Алексей Николаевич Ермолаев; trasl. angl.: Aleksey Nikolayevich Yermolayev; San Pietroburgo, 23 febbraio 1910 – Mosca, 12 dicembre 1975) è stato un danzatore, coreografo e maestro di balletto russo. 

## Biografia
Dopo quattro anni al teatro Mariinskij di San Pietroburgo (1926-1930), trascorse la gran parte degni anni trenta come ballerino principale del Balletto Bol'šoj di Mosca. Apprezzato per le due doti recitative e lo stile atletico, ha ricoperto grandi ruoli maschili del repertorio come Siegfried ne Il lago dei cigni, Basilio in Don Chisciotte ed Abderakhman in Rajmonda, oltre a creare i ruoli di Jerome nell'allestimento di Vainonen delle Fiamme di Parigi e di Tebaldo nella versione di Lavrovskij di Romeo e Giulietta (1946). Fu anche maestro di balletto della compagnia dal 1960 alla morte, avvenuta nel 1975. Vinse il Premio di Stato dell'Unione Sovietica nel 1946, nel 1947 e nel 1950.